# El Mediterráneo y el mundo mediterráneo en la época de Felipe II
El Mediterráneo y el mundo mediterráneo en la época de Felipe II (en francés: La Méditerranée et le Monde Méditerranéen a l'époque de Philippe II) es una investigación original del historiador francés Fernand Braudel publicada por primera vez en 1949 por la Editorial Armand Colin. Está considerada como una de las obras historiográficas más importantes de la primera mitad del siglo XX, y un paradigma en la investigación histórica. En ella, Braudel hizo manifiesta su teoría de los tiempos diferenciados o la longue durée (larga duración).

## Aportes metodológicos
La obra representó la aparición de un modelo explicativo innovador por distintos aspectos:
- Relegó los hechos coyunturales (política, economía y cultura europea de fines del siglo XVI) con el reinado de Felipe II a un segundo plano definiéndolo como una muy corta duración. La segunda parte del libro está dedicada a los hechos coyunturales de forma detallada.
- Caracterizó a las sociedades mediterráneas en una perspectiva global formada a lo largo de los siglos (mediana duración), con aspectos sociales que trascendieron a muchas generaciones, y les definieron características específicas.
- Situó el desarrollo de las mismas en un contexto del entorno y el medio ambiente habitado por las sociedades (larga duración o longue durée), y como influyó en su desarrollo histórico.
- Conceptualizó al Mediterráneo bajo una nueva concepción de sujeto histórico, con el Sahara como contraparte. Braudel llamó al mar una "llanura líquida", y caracterizó su contraparte desértica en el norte de África como un entorno vivo, con sus propias sociedades, rutas comerciales, etcétera.

La relevancia consiste en que estas tres duraciones se entrecruzan, vertical y horizontalmente, de forma que el sujeto que experimenta la reconstrucción del hecho histórico lo hace, simultáneamente, en los tres niveles. 